# Rue Jean-du-Bellay
Ne doit pas être confondu avec Place Joachim-du-Bellay.
Pour les articles homonymes, voir Jean du Bellay.
La rue Jean-du-Bellay est une voie située sur l’île Saint-Louis, dans le 4e arrondissement de Paris, en France.

## Situation et accès

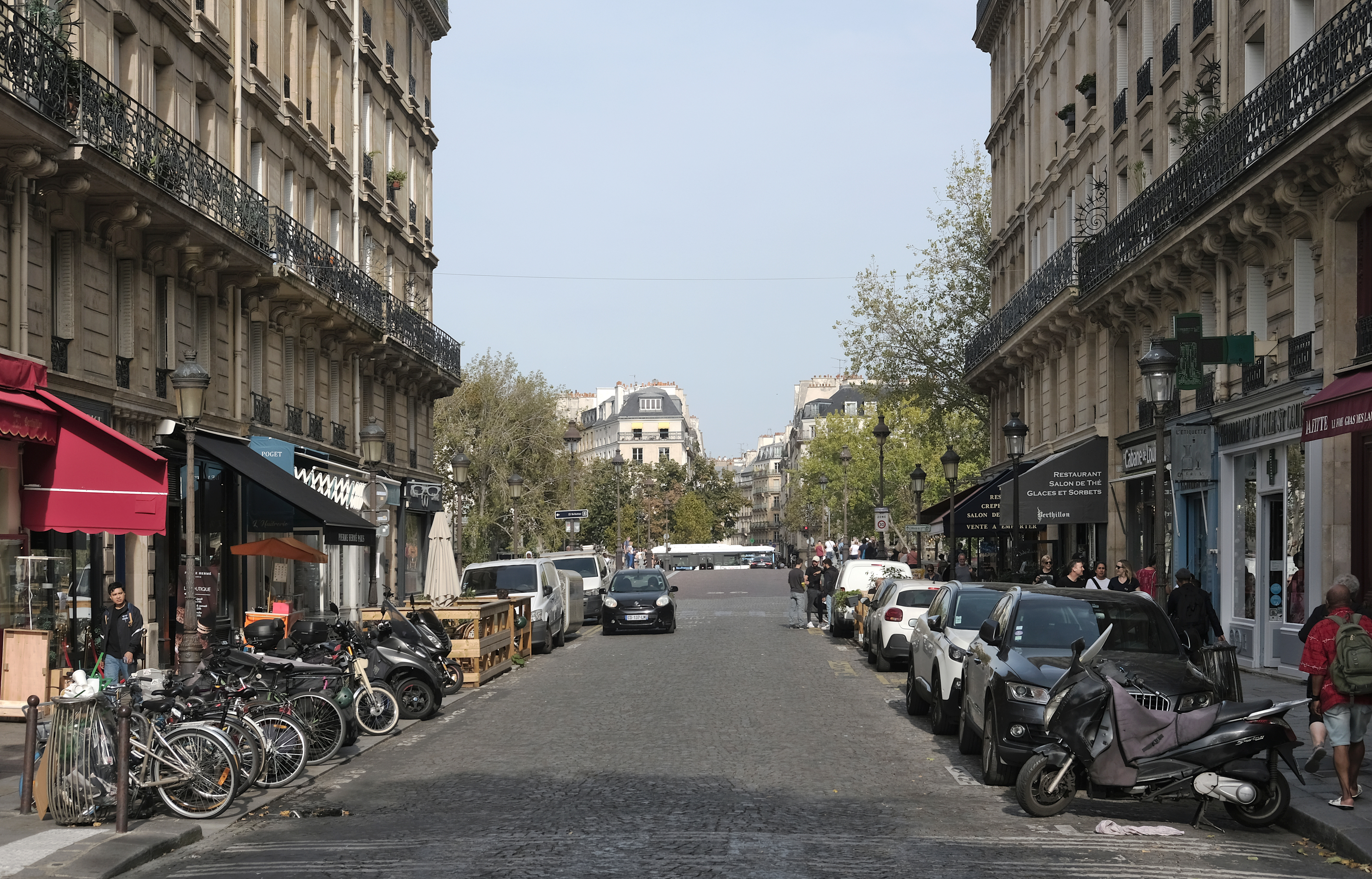
Rue Jean-du-Bellay vue en direction du pont Louis-Philippe.

La rue Jean-du-Bellay est desservie à proximité par la ligne 7 à la station Pont Marie.

## Origine du nom

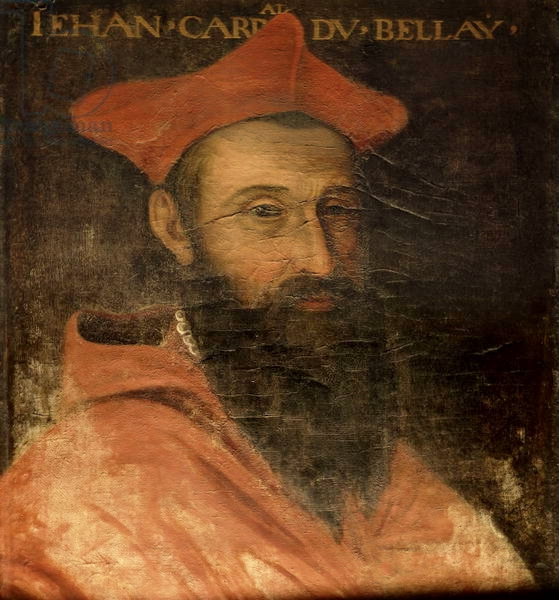
Jean du Bellay.

De sa création au début du XXe siècle, la voie s'appelle « rue du Bellay », en hommage à Jean du Bellay (1492-1560), cardinal, évêque de Paris, en raison du voisinage de Notre-Dame de Paris. La rue prend son nom actuel en 1907, pour préciser à qui l'odonyme fait référence, et notamment pour le distinguer du poète Joachim du Bellay.

## Historique
La rue a été ouverte en 1860, dans le cadre des travaux entrepris sous le Second Empire, et notamment pour servir de débouché au pont Louis-Philippe, dont la reconstruction a été l'occasion d'un léger déplacement. Le précédent pont reliait en ligne droite la rive droite de Seine à l'île de la Cité, en prenant appui sur la pointe de l'île Saint-Louis. Le nouveau plan de circulation passant par l'île, la « rue du Bellay » fut créée, lotie et bâtie dans les années 1860 pour relier les deux ponts et permettre la jonction entre le quartier Saint-Gervais et la Cité.

## Bâtiments remarquables et lieux de mémoire
- Nos 6, 8 et 10 : immeubles construits en 1881 par l'architecte Gabriel Pasquier ; le no 10 est signé en façade.